# رضيمان

## رضيمانبن حسين بن محمد الرضيمان الشمري

### نشأته
هو شاعر عصامي ومؤرخ وأديب في الشعر الشعبي السعودي من مواليد مدينة فيد في منطقة حائل عام 1941 م وتوفي عام 2012 م في مدينة الرياض.
هو أحد الرواة المشهورين في الساحة الآن , كان يملك الكثير من الرواية الشعبية وتختزن ذاكرته الشيء الكثير من موروثنا الشعبي وبالأخص أدب وتراث منطقة حائل وما جاورها من المناطق ولد في بلدة فيد وعاش وترعرع بحائل ثم انتقل إلى الرياض واستقر بها كانت موهبة حفظ الشعر والاستماع إلى الرواة ولازمهم حتى أخذ عنهم وحفظ منهم الكثير من التراث القصصي والشاعري ومع ذلك فالراوي رضيمان  شاعر له العديد من القصائد إلا أنه اشتهر بالرواية أكثر من أنه شاعر وقد عانى كثيراً من المرض (سرطان الدم ) الذي ألمّ به خلال الشعرين سنه الماضية وتوفي إثر مرضه في عام 2012م.

### أعماله
من أبرز أعماله في نهضة الشعر والأدب الشعبي قام بتأسيس برنامج البادية في إذاعة الرياض عام 1970 م وقائم بإعداد وتقديم البرنامج حتى عام 1977 م. ثم انتقل بعدها للعمل في رعاية الشباب وقا بي تأسيس إدارة الفنون الشعبية حتى عام 1992 م له العديد من الدواوين الشعرية والروايات والتي يتحفظ عليها.